# Indische Cricket-Nationalmannschaft in Neuseeland in der Saison 2019/20
Die Tour der indischen Cricket-Nationalmannschaft nach Neuseeland in der Saison 2019/20 fand vom 24. Januar bis zum 2. März 2020 statt. Die internationale Cricket-Tour war Bestandteil der Internationalen Cricket-Saison 2019/20 und umfasste zwei Tests und drei ODIs und fünf Twenty20s. Die Test-Serie war Bestandteil der ICC World Test Championship 2019–2021. Indien gewann die Twenty20-Serie 5–0, während Neuseeland sich in der ODI-Serie 3–0 und in der Test-Serie 2–0 durchsetzte.

## Vorgeschichte
Neuseeland bestritt zuvor eine Tour in Australien, Indien eine Tour gegen Australien.
Das letzte Aufeinandertreffen der beiden Mannschaften bei einer Tour fand in der Saison 2018/19 in Neuseeland statt.

## Stadien
Die folgenden Stadien wurden für die Tour als Austragungsort vorgesehen.
| Stadion         | Stadt           | Kapazität | Spiele              |
| --------------- | --------------- | --------- | ------------------- |
| Eden Park       | Auckland        | 50.000    | 1. & 2. T20; 2. ODI |
| Hagley Oval     | Christchurch    | 20.000    | 2. Test             |
| Seddon Park     | Hamilton        | 10.000    | 1. ODI 3. T20       |
| Bay Oval        | Mount Maunganui | 10.000    | 3. ODI; 5. T20      |
| Basin Reserve   | Wellington      | 11.000    | 1. Test             |
| Westpac Stadium | Wellington      | 34.500    | 4. T20              |

## Kaderlisten
Indien benannte seinen Twenty20-Kader am 12. Januar und seinen Test- und ODI-Kader am 4. Februar.
Neuseeland benannte seinen Twenty20-Kader am 15. Januar und seinen ODI-Kader am 30. Januar 2020.
| Test | Test | ODI | ODI | Twenty20 | Twenty20 |
| Neuseeland | Indien | Neuseeland | Indien | Neuseeland | Indien |
| --- | --- | --- | --- | --- | --- |
| - Kane Williamson (K) - Tom Blundell - Trent Boult - Colin de Grandhomme - Matt Henry - Kyle Jamieson - Tom Latham - Daryl Mitchell - Henry Nicholls - Ajaz Patel - Tim Southee - Ross Taylor - Neil Wagner - BJ Watling (wk) | - Virat Kohli (K) - Ajinkya Rahane (VK) - Mayank Agarwal - Ravichandran Ashwin - Jasprit Bumrah - Shubman Gill - Ravindra Jadeja - Rishabh Pant (wk) - Cheteshwar Pujara - Wriddhiman Saha (wk) - Navdeep Saini - Prithvi Shaw - Mohammed Shami - Ishant Sharma - Hanuma Vihari - Umesh Yadav | - Kane Williamson (K) - Hamish Bennett - Tom Blundell - Mark Chapman - Colin de Grandhomme - Martin Guptill - Kyle Jamieson - Scott Kuggeleijn - Tom Latham - James Neesham - Henry Nicholls - Mitchell Santner - Ish Sodhi - Tim Southee - Cricketspieler - Blair Tickner | - Virat Kohli (K) - Rohit Sharma (VK) - Mayank Agarwal - Jasprit Bumrah - Yuzvendra Chahal - Shivam Dube - Shreyas Iyer - Ravindra Jadeja - Kedar Jadhav - Manish Pandey - Rishabh Pant (wk) - Prithvi Shaw - KL Rahul - Navdeep Saini - Mohammed Shami - Shardul Thakur - Kuldeep Yadav | - Kane Williamson (K) - Hamish Bennett - Tom Bruce - Colin de Grandhomme - Martin Guptill - Scott Kuggeleijn - Daryl Mitchell - Colin Munro - Mitchell Santner - Tim Seifert (wk) - Ish Sodhi - Tim Southee - Ross Taylor - Blair Tickner | - Virat Kohli (K) - Rohit Sharma (VK) - Jasprit Bumrah - Yuzvendra Chahal - Shikhar Dhawan - Shivam Dube - Shreyas Iyer - Ravindra Jadeja - Manish Pandey - Rishabh Pant (wk) - KL Rahul - Navdeep Saini - Sanju Samson - Mohammed Shami - Washington Sundar - Shardul Thakur - Kuldeep Yadav |

## Tour Match
| 14. – 16. Februar Scorecard | Hamilton | Indians 263 (78.5) & 252-4 (48) | – | New Zealand XI 235 (74.2) |
|                             |          | Remis                           |   |                           |

## Twenty20 Internationals

### Erstes Twenty20 in Auckland
| 24. Januar Scorecard | Auckland | Neuseeland 203-5 (20)        | – | Indien 204-4 (19) |
|                      |          | Indien gewinnt mit 6 Wickets |   |                   |

### Zweites Twenty20 in Auckland
| 26. Januar Scorecard | Auckland | Neuseeland 132-5 (20)        | – | Indien 135-3 (17.3) |
|                      |          | Indien gewinnt mit 7 Wickets |   |                     |

### Drittes Twenty20 in Hamilton
| 29. Januar Scorecard | Hamilton | Indien 179-5 (20) / 20-0 (1)    | – | Neuseeland 179-6 (20) / 17-0 (1) |
|                      |          | Indien gewinnt durch Super Over |   |                                  |

### Viertes Twenty20 in Wellington
| 31. Januar Scorecard | Wellington (WS) | Indien 165-8 (20) / 16-1 (1)    | – | Neuseeland 165-7 (20) / 13-1 (1) |
|                      |                 | Indien gewinnt durch Super Over |   |                                  |

### Fünftes Twenty20 in Mount Maunganui
| 2. Februar Scorecard | Mount Maunganui | Indien 163-3 (20)         | – | Neuseeland 156-9 (20) |
|                      |                 | Indien gewinnt mit 7 Runs |   |                       |

## One-Day Internationals

### Erstes ODI in Hamilton
| 5. Februar Scorecard | Hamilton | Indien 347-4 (50)                | – | Neuseeland 348-6 (48.1) |
|                      |          | Neuseeland gewinnt mit 4 Wickets |   |                         |

### Zweites ODI in Auckland
| 8. Februar Scorecard | Auckland | Neuseeland 273-8 (50)          | – | Indien 251 (48.3) |
|                      |          | Neuseeland gewinnt mit 22 Runs |   |                   |

### Drittes ODI in Mount Maunganui
| 11. Februar Scorecard | Mount Maunganui | Indien 296-7 (50)                | – | Neuseeland 300-5 (47.1) |
|                       |                 | Neuseeland gewinnt mit 5 Wickets |   |                         |

## Tests

### Erster Test in Wellington
| 21. – 25. Februar Scorecard | Wellington (BR) | Indien 165 (68.1) & 191 (81)      | – | Neuseeland 348 (100.2) & 9-0 (1.4) |
|                             |                 | Neuseeland gewinnt mit 10 Wickets |   |                                    |

### Zweiter Test in Christchurch
| 29. Februar – 2. März Scorecard | Christchurch (HO) | Indien 242 (63) & 124 (46)       | – | Neuseeland 235 (73.1) & 132-3 (36) |
|                                 |                   | Neuseeland gewinnt mit 7 Wickets |   |                                    |